# Luís Leite Ramos
Luís Manuel Morais Leite Ramos (29 de outubro de 1961) é um deputado e político português. Ele é deputado da Assembleia da República na XIV legislatura pelo Partido Social Democrata. É licenciado em Engenharia Civil, tem um mestrado em Sociologia e um doutoramento em Ciências Sociais.